# سيمنري
سيمنري، (بالإنجليزية: Semenre)‏. أو سمنري أو سيمنسري، هو فرعون طيبة ومنسوب بصورة غير مؤكدة للمرحلة الانتقالية الثانية في مصر خلفًا لـ نيبيراو الثاني. وقد كان ملكهُ لسنة واحدة من 1601 إلى 1600 قبل الميلاد وقد ولد في سنة 1580 قبل الميلاد وينتمي إلى الأسرة السادسة عشر أو الأسرة السابعة عشر.
لهذا الحاكم، يعرف اسم العرش فقط، محفور على رأس فأس برونزي من مصدر مجهول، وهو الآن في متحف بتري في لندن، ومن المحتمل أن يكون مدرجًا في قائمة تورينو.